# 日本格特蛤
是 帘蛤目帘蛤科格特蛤屬的一個海洋双壳纲軟體動物。

## 形态描述
殼呈胖三角形，殼表為黃褐色而有不規則的褐色斑點。於殼表密布螺肋，後背緣較前緣長，於後端邊緣有一小小的轉折而呈尖角，前端則較圓弧。
贝壳属中等大小、三角卵圆形。壳顶圆钝、位于贝壳中央略靠前方。由壳顶往前方显弯曲，往后方斜直，两者相交几成90°角。贝壳前端圆、腹缘亦圆、往后逐渐紧缩、末端尖瘦。壳面黄棕色或棕褐色，在靠后端1／3处可见一纵向的屈曲凹纹，至腹缘也呈弯曲状。同心生长纹成为浅的肋、较宽、微突出壳面、肋间沟浅，生长肋的排列较整齐。小月面的界线清楚、楔状，表面平滑，具光泽；楯面界线清楚，长披针形，表面也具光泽。韧带黄棕色，长约为楯面的一半。贝壳内面白色。铰合板窄、三枚主齿分散排列。左壳前主齿薄而高，中央主齿较大，两分叉，后主齿斜长，中央主齿前、后的两个齿高距离近相等；右壳前主齿小，中央主齿和后主齿大、两分叉。前、后闭壳肌痕和外套痕清楚，外套窦短、弯人浅、先端略尖。测量(mm)壳长 壳高 壳宽383220(海南三亚)3530．519(海南三亚)342817(海南三亚)

## 分佈
本物種分佈於印度洋-西太平洋海域，見於印度洋的红海、桑给巴尔、尼科巴群岛、康道尔群岛，西太平洋北部的日本九州以南、台湾、香港、中国大陆福建的厦门以南、海南（港门、三亚和白龍）、马来西亚纳闽岛（拉布安岛）、新加坡、印度尼西亚的爪哇、帝汶、新喀里多尼岛和澳大利亚的昆士兰州都有分佈。法国自然史博物馆有Denis採集自福建泉州湾的标本。
生活习性与地理分布生活在潮问带下部至浅海20m的砂质底。
常栖息在潮间带下部至20米深砂质浅海。
- Kuroda, Tokubei.  22 (4). 台北帝國大學理農學部紀要: 65–216. 1941  [2017-03-11].
- Template:Shelldoc 200015
- Template:Shelldoc 200018
- Template:Shelldoc 200019
- 金子壽衛男. . 台灣博物學會會報 (Transactions of the National History Society of Formosa). 1943, 33 (242-243): 660–677 （日语）.

## 外部連結
- 維基物種上的相關：日本格特蛤